# Гумбетово
Гумбетово (баш. Гөмбәт) — деревня в Федоровском районе Республики Башкортостан Российской Федерации. Входит в состав Верхнеяушевского сельсовета. 

## География

### Географическое положение
Расстояние до:
- районного центра (Фёдоровка): 19 км,
- центра сельсовета (Верхнеяушево): 12 км
- ближайшей ж/д станции (Мелеуз): 85 км.

## Население
| 2002 | 2009 | 2010 |
| ---- | ---- | ---- |
| 3    | →3   | ↘2   |

Национальный состав
Согласно переписи 2002 года, преобладающая национальность — мордва (эрзяне) (100 %).